# Viva la muerte
Viva la muerte és una pel·lícula franco-tunisiana dirigida per Fernando Arrabal i estrenada el 1971. Tracta la Guerra Civil Espanyola a través dels ulls d'un nen de 10 anys.
Amb Claudine Lagrive, Fernando Arrabal va coescriure el guió a partir del seu llibre semiautobiogràfic, Baal Babylone. També és actor de la pel·lícula.
L'expressió castellana ¡Viva la muerte! és un crit de concentració del bàndol franquista durant la Guerra Civil Espanyola.

## Argument
El país no porta nom, però la pel·lícula està ambientada després de la Guerra Civil Espanyola, sota el règim franquista. Els soldats passen per una carretera cridant: 
| « | Els traïdors seran castigats. Matarem, si cal, la meitat de la població. Viva la muerte! | » |

 Fando, un nen de deu anys, s'amaga al costat d'aquesta carretera. Recorda la seva infantesa i intenta entendre per què va desaparèixer el seu pare. Aviat descobreix que va ser la seva mare, una devota catòlica, qui va denunciar el seu marit, acusant-lo d'ateisme i antifeixisme. Esquinçat per aquestes revelacions, Fando investigarà d'oficina en oficina per esbrinar què ha estat del seu pare, sense obtenir resposta. En un país tancat per la censura i les prohibicions religioses, Fando, dividit entre l'odi i l'amor a la seva mare i l'esperança de trobar el seu pare amb vida, donarà a llum tants deliris sexuals com morbosos, en una riuada de símbols i reminiscències. Ingressat a l'hospital, va ser operat al cor. Les seves visions s'amplifiquen i es tornen intolerables. Acaba fugint de l'hospital quan el seu únic amic li diu que el seu pare és viu i s'ha unit al maquis.

## Rodatge
Tenint prohibit a Arrabal romandre a l'Espanya franquista, es van fer fotos exteriors el 1970 a Hergla, Tunísia, on Roberto Rossellini va rodar Atti degli apostoli l'any 1968, gràcies a 400.000 francs concedit per la comissió francesa per bestreta. Va triar un jove tunisià com a actor principal, Mehdi Chaouch, germà gran de la futura estrella de ràdio tunisiana Donia Chaouch, va assumir Férid Boughedir com a primer assistent i Hassen Daldoul com a productor.
Arrabal utilitza característiques locals d'Hergla a la seva pel·lícula. El perruquer del poble practicant el sagnat de relleu col·locant ventoses al coll incises amb cops d'una navalla, afegeix una escena on el nen veu com el seu avi pateix aquesta sagnia a la perruqueria. Hamda, un dels pilots tunisians de l'equip, s'ofereix voluntari com a suplent per prestar el seu coll per a un primer pla. També trobem a la pel·lícula la tècnica dels habitants d'Hergla de fer trampes o scrottins en joncs trenats per a la pesca, en què s'amaga el petit Fando, com així com el desenvolupament de l'arquitectura de les cases tradicionals d'Hergla amb els seus llits excavats a la paret i el seu magatzem excavat a sota. Fando també corre al cementiri marí d'Hergla i la tradició tunisiana de lluites d’ovellesapareix en els seus somnis.
Al plató es va rodarun curtmetratge documental dirigit per Abdellatif Ben Ammar, Sur les traces de Baal, a partir del nom original de la pel·lícula de la novel·la semi-autobiogràfica d'Arrabal, Baal Babylone', el nom de Viva la muerte! s'ha atribuït més tard.

## Recepció de la pel·lícula
La pel·lícula va ser prohibida a Espanya, així com a Tunísia. A França, la comissió de control de cinema va demanar la seva prohibició total per 18 vots contra 4. No obstant això, va ser autoritzada per ser projectat íntegrament al 24è Festival Internacional de Cinema de Canes, i no va rebre el seu visat de funcionament fins al 22 de juny de 1981 gràcies a el ministre de Cultura Jack Lang, amb una prohibició als menors de dotze anys. Va obrir la Setmana de la Crítica el maig de 1971. Per a Henry Chapier, aquest «assaig fascinant torna el cinema a les seves ambicions més profundes, i ens recorda una època en què la pel·lícula volia ser abans de res una obra, al creador de la qual no li importava si algun dia seria rendible...». Claude Mauriac fins i tot insisteix en la noblesa de la pel·lícula: «Cap pla, fins i tot atroç, que sigui gratuït. No hi ha, a Arrabal, el més mínim motiu ocult de provocació. L'únic escàndol aquí és el de la veritat. La bellesa mai no és escandalosa. Pel que fa a Jean de Baroncelli, parla d'un «poema de desamor, crueltat i barbàrie» que reflecteix «en el seu tumult el drama encara viu de la guerra civil».
John Lennon, entusiasmat amb Viva la muerte, ve anar a conèixer Arrabal al festival de Canes mentre xiula la música de la pel·lícula. Pablo Picasso li va pintar un quadre titulat Viva la vida i va encarregar a Luis Buñuel que li portés aquest regal.

## Repartiment
- Fernando Arrabal
- Mohamed Bellasoued: Coronel
- Mehdi Chaouch: Fando
- Víctor Garcia: Fando als 20 anys
- Jean-Louis Chassigneux: l'avi
- Suzanne Comte: l'àvia
- Núria Espert: la mare
- Anouk Ferjac: tieta Clara
- Víctor García: el jove
- Ivan Henryques: el pare
- Jazia Klibi: Teresa

## Banda sonora
- Senzill de 45 rpm Barclay 61452L :
  - Cara A : Ekkoleg,[9] lletra i música de Grethe Agatz (1913-2004), cançó interpretada en danès.[10]
  - Cara B (no a la pel·lícula) : Siesta (instrumental), música d'Eddie Barclay acreditat amb el seu nom de naixement, Édouard Ruault) i Raymond Le Sénéchal.
- Disc senzill de 45 rpm Bocaccio Records B-32510:
  - Cara A: Ekkoleg.
  - Cara B (no a la pel·lícula): Juegos (Jacques Denjean).

## Reatauració
La restauració de la pel·lícula es va completar el març de 2022 i es va presentar al 75è Festival Internacional de Cinema de Canes a la secció Cannes Classics el 24 de maig.
Viva la muerte està escanejada i restaurada en 4K per la Cinematèca de Tolosa a partir del negatiu original de 35 mm, el negatiu de so de 35 mm de la versió francesa i un element interpositiu de 35 mm, que conté els crèdits finals que no hi havia al negatiu. La digitalització i la restauració de la imatge la realitza el laboratori de la Cinematèca de Tolosa, amb la col·laboració de Fernando Arrabal. Els treballs de digitalització i restauració de so els duu a terme l'estudi L.E. Diapason. Aquesta restauració és possible gràcies al suport d'Arrabal, el Ministeri d'Afers Culturals de Tunísia, Mohamed Challouf (Associació Ciné-Sud Patrimoine, Tunísia) i Samir Zgaya (Ministeri d'Afers Culturals de Tunísia).
L'edició DVD i Blue-ray es publicarà el 28 de juny de 2023 per éditions Montparnasse.